# はな・はる・フェスタ
はな・はる・フェスタ（英語: Hana Haru Festa）は、徳島県徳島市にある藍場浜公園で毎年4月下旬に催されている祭典である。

## 概要
神戸淡路鳴門自動車道の全通を生かした地域経済の活性化と徳島県外観光客の誘致促進を目指し、１９９８年から始まった。
徳島駅近くにある藍場浜公園（藍場町）で毎年4月下旬に開催され、夏の阿波踊りに次ぐビッグイベントとして有名である。同等以上の知名度として、ゴールデンウィーク期間中のマチ★アソビ、秋の阿波の狸まつり等が有名である。
「徳島ラーメン博覧会」や「春らんまん阿波おどり」と題された桟敷席のつくられた藍場エントランスステージや、御成婚広場特設ステージ等での有名連による阿波おどり見物、「阿波おどりコンテスト」等がメインである。
野外ライブには、これまでチャットモンチー、アンダーグラフ、DEPAPEPE等の有名人が招かれている。
なお、2020年の開催は新型コロナウイルス感染症蔓延の影響により、初の中止となった。2021年の開催も同様の理由で中止になったが、2022年は感染対策を実施の上で3年ぶりに開催となった。

## 阿波おどりコンテスト
「阿波おどりコンテスト」は、毎年はな・はるフェスタ会場内の御成婚広場特設ステージで開催されている。総合部門は徳島文理大学連が何度も優勝を飾っていることで知られている。徳島県以外の県外連部門には、東京・埼玉・神奈川・名古屋・大阪・兵庫・広島など、全国各地の阿波おどり連が参加している。